# Hynnekleiv
Hynnekleiv is een plaats de fylke Agder in het zuiden van Noorwegen. Het dorp ligt aan het kruispunt van Riksvei 41 en Fylkesvei 42. Tovdalselva stroomt langs het dorp dat tot 1970 ook een station had aan Sørlandsbanen, de spoorweg tussen Oslo en Kristiansand.